# قانون الميزانية من الحزبين لعام 2018
قانون الميزانية من الحزبين لعام 2018 هو قانون اتحادي يتعلق بالإنفاق والميزانية في الولايات المتحدة، تم توقيعه ليصبح قانونًا من قبل الرئيس دونالد ترامب في 9 فبراير 2018. تسبب التأخير في تمرير مشروع القانون في فجوة تمويلية لمدة تسع ساعات. مشروع القانون هو الثالث في سلسلة رفع سقف الإنفاق الذي فرضه في الأصل قانون مراقبة الميزانية لعام 2011 ؛ الأول والثاني هما قانون الميزانية من الحزبين لعام 2013 وقانون الميزانية من الحزبين لعام 2015.

## الأحكام
جمع مشروع القانون عدة أحكام، منها:
- شمل قرارًا مستمرًا (بعنوان قصير تمديد إضافي لقانون الاعتمادات المستمرة، 2018) يستمر حتى 23 مارس 2018.[1]
- تمت زيادة حدود الإنفاق التي فرضها قانون مراقبة الميزانية لعام 2011 لكل من الإنفاق الدفاعي وغير الدفاعي، على الرغم من زيادة الإنفاق الدفاعي بشكل أكبر. تمت زيادة سقف التمويل التقديري الدفاعي بمقدار 80 مليار دولار في السنة المالية 2018 و 85 مليار دولار في السنة المالية 2019، في حين تمت زيادة سقف الإنفاق التقديري المحلي غير الدفاعي بمقدار 63 مليار دولار في السنة المالية 2018 و 68 مليار دولار في السنة المالية 2019.[1]
- وشمل قانون خدمات الوقاية من الأسرة أولاً، الذي يوسع بشكل كبير التمويل الفيدرالي المتاح لخدمات الوقاية التي تبقي الأطفال خارج نظام الرعاية بالتبني.[2]
- تضمنت ما يقرب من 90 مليار دولار لجهود الإغاثة من الأعاصير في بورتوريكو وجزر فيرجن الأمريكية وفلوريدا وتكساس، [1] بالإضافة إلى حرائق الغابات في كاليفورنيا عام 2017.[3]
- وهي تشمل أربع سنوات إضافية من التفويض لبرنامج التأمين الصحي للأطفال (CHIP) بالإضافة إلى السنوات الست التي تم التصريح بها في وقت سابق في 2018.
- علقت سقف الديون حتى 1 مارس 2019.[1]
- لقد أزالت قبعة علاج الرعاية الصحية البالغة من العمر 20 عامًا والمتعلقة بالعلاج الطبيعي والمهني.
- تم تضمين العديد من المخصصات الضريبية، والتي من شأنها أن تكلف 17.4 مليار دولار على مدى أربع سنوات. تم تضييق ضريبة الهبات التي فرضها قانون التخفيضات الضريبية والوظائف لعام 2017 بشكل طفيف لتؤثر فقط على المدارس التي تضم 500 طالب على الأقل يدفعون الرسوم الدراسية. كما ينشئ مشروع القانون أو يمدد الإعفاءات الضريبية لخيول السباق؛ الإنتاج السينمائي والتلفزيوني والمسرحي الحي؛ منشآت الطاقة النووية المتقدمة؛ جوائز المبلغين دراجات نارية كهربائية تعمل بالكهرباء؛ السيارات التي تعمل بخلايا الوقود؛ وقود الديزل الحيوي، وبناء المنازل الموفر للطاقة، والعديد من مرافق الطاقة المتجددة. [3]
- إنه يلغي المجلس الاستشاري المستقل للدفع (IPAB) الذي كان جزءًا من قانون الرعاية الميسرة التكلفة.
- بالنسبة للسنة الضريبية 2017 فقط، هناك العديد من الأحكام التي تؤثر على أعداد كبيرة نسبيًا من دافعي الضرائب الفرديين، بما في ذلك الخصم «فوق الخط» لبعض تكاليف التعليم ما بعد الثانوي (نموذج 8917)، والاستثناء من إجمالي الدخل لديون الرهن العقاري المسحوبة تمت استعادة محل الإقامة الرئيسي (نموذج 982)، والخصم المفصل من الجدول (أ) لأقساط التأمين على الرهن العقاري بأثر رجعي. قامت مصلحة الضرائب الأمريكية بتحديث العديد من نماذج الضرائب لعام 2017 لتعكس هذه الامتدادات في 23 فبراير 2018 ؛ يمكن لدافعي الضرائب المتأثرين بالتغيير الذي قدم إقرارًا قبل هذا التاريخ تقديم إقرار معدل (نموذج 1040X) للمطالبة بهذه التعديلات الضريبية.[4]
- أعاد BBA لعام 2018 ائتمان خاصية الطاقة غير التجارية لعام 2017، وأعاد ائتمان العقارات السكنية الموفرة للطاقة لتكاليف ممتلكات طاقة الرياح الصغيرة المؤهلة ، وتكاليف ملكية المضخات الحرارية الجوفية المؤهلة، وتكاليف خصائص خلايا الوقود المؤهلة حتى نهاية عام 2021. انتهت صلاحيتها في عام 2016، وكان نموذج 2017 5695 المتاح قبل تمرير الفاتورة يحتوي على 8 أسطر من «محجوز للاستخدام المستقبلي».[5]
- وسعت توافر سحوبات المشقة من المادة 401 (ك) خطط التقاعد.[6]